# Mannlicher M1893
Mannlicher M1893 (или M93) — магазинная винтовка с продольно-скользящим затвором, которая была основной боевой винтовкой Королевства Румынии с 1893 по 1938 год. Данная винтовка и её ранний вариант образца 1892 года были первыми магазинными винтовками, которые широко использовались в румынской армии. Позднее была заменена на чехословацкую винтовку Vz.24.

## Разработка

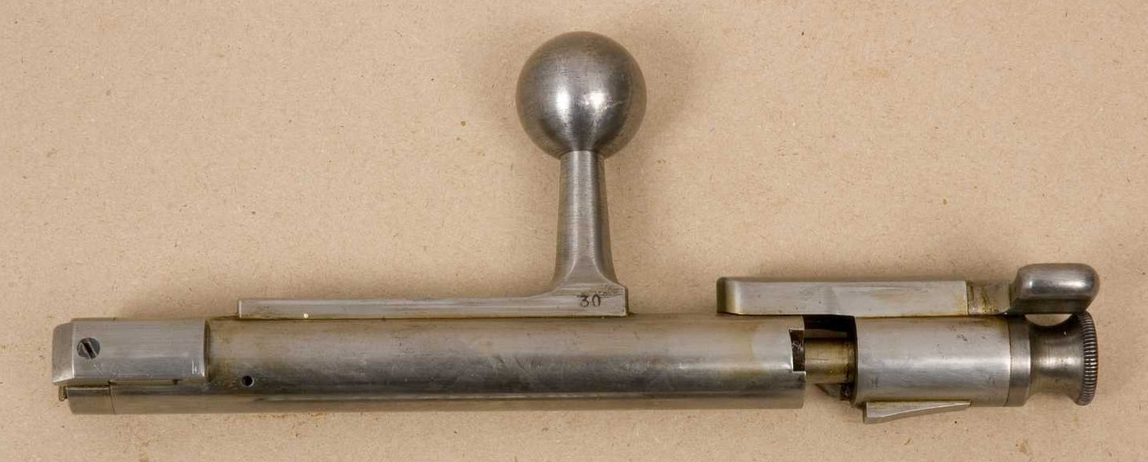
Затвор M1893

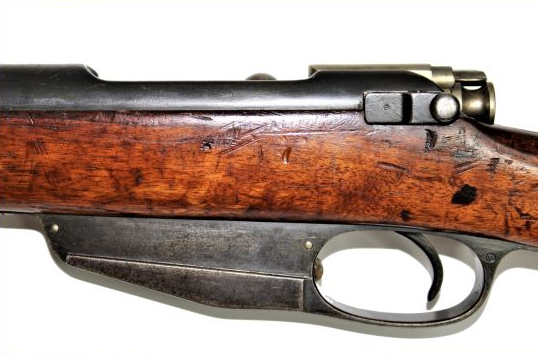
Магазин M1893

Примерно в 1890 году румынские военные начали поиск огнестрельного оружия с бездымным порохом для замены казнозарядных однозарядных винтовок Мартини-Генри М1879. Они обратились в оружейную компанию Österreichische Waffenfabriks-Gesellschaft («ÖWG») в городе Штайр, Австро-Венгрия, где тогдашний директор завода Отто Шёнауэр модифицировал немецкую винтовку Gewehr 1888, лицензию на которую «ÖWG» получила в качестве компенсации за нарушение патентных прав конструкторами Komissiongewehr на систему Фердинанда Манлихера по подачи патронов в виде трапециевидных пачек.
После того, как Манлихер и Шёнауэр устранили все очевидные недостатки G88 (в основном исправили проблему двойной подачи, изменив геометрию головки затвора), и адаптировали немецкую модернизацию магазина, позволившую подавать патрон в винтовку независимо от того, был ли магазин повёрнут вверх или вниз для патрона с фланцем, винтовка модели 1892 года была готова к испытаниям в румынской армии. В период с 1891 по 1892 год было заказано около 8000 винтовок.
После небольших усовершенствований в производство был запущен окончательный вариант — M1893 под патрон 6,5 × 53 мм R, также называемый «6,5x53,5mmR Romanian». По сравнению с моделью M1892, модель M1893 имела дополнительный стержень для укладки, рёбра жёсткости на нижней части корпуса магазина, а также предохранительную функцию, добавленную к затвору, чтобы его нельзя было вставить обратно в случае неправильной сборки. В отличие от винтовки Mannlicher M1895 со скользящим затвором прямого хода, данная винтовка имела обычный продольно-скользящий затвор.
Принятие винтовки на вооружение вызвало некоторые споры, поскольку, несмотря на одобрение оружия королём Румынии Каролем I, генерал Константин Будиштяну высмеял австрийскую винтовку, назвав её «un baton» («палкой»), требующей усовершенствований. Канал ствола винтовки, меньший, чем у прочих винтовок Манлихера, также вызывал трудности с поиском совместимого пороха.
Также был представлен вариант карабина длиной 98 см, с изогнутой рукояткой затвора. Его использовали кавалерийские и артиллерийские части. В отличие от винтовок, карабины не имели возможности прикреплять штык. Это вынудило кавалерийские части, сражавшиеся в пешем строю, использовать пики в ближнем бою во время кампании 1916 года. Крепление для штыка в конечном итоге была добавлена к 20 000 карабинам после её изобретения кавалерийским капитаном Ботезом.

## История
Поставки начались в 1893 году, и к 1907 году на вооружении находилось более 100 000 винтовок.
После окончания Второй Балканской войны Румыния заказала ещё 200 000 винтовок, однако из-за начала Первой мировой войны было поставлено только около половины. Винтовки, которые не были поставлены, поступили на вооружение австро-венгерской армии.
Собранные винтовки оригинального калибра получили обозначение «6,5mm M.93 Rumänisches Repetier Gewehr». Несобранные винтовки были модифицированы для использования патрона 8 × 50 мм R Mannlicher и переданы подразделениям австрийского Ландвера.
Когда Румыния вступила в войну в 1916 году, на вооружении румынской армии находилось около 373 000 винтовок и 60 000 карабинов. Они были распределены по пехотным и вынэторским легкокавалерийским полкам, в то время как карабины были выданы кавалерии, самокатчикам, а также частям жандармерии и военно-воздушным силам. Во время румынской кампании в 1916-м и 1917-м годах было уничтожено или захвачено большое количество винтовок. К концу войны на вооружении Румынии находилось всего 82 000 винтовок.
С принятием на вооружение винтовки Vz. 24, винтовки и карабины Манлихера были переданы войскам второй линии и жандармерии, где они оставались на вооружении вплоть до конца Второй мировой войны.
После окончания войны 8-мм винтовки М93 были переданы в качестве военных репараций Чехословакии и Югославии. Югославские винтовки, обозначенные как «Puška 8mm M93», были захвачены нацистами во время Второй мировой войны. Немцы называли эти винтовки «8mm Puschka M93/30 Rumänisches».
Румынский «Манлихер» также послужил во время гражданской войны в Испании, где он использовался республиканцами, а также захватывался националистами в качествае трофеев. Неизвестно, как были получены эти винтовки.

## Португальский Манлихер M1896
Королевство Португалия закупило у компании Steyr около 12 500 винтовок и карабинов калибра 6,5 мм: часть — в 1896 году для флота и кавалерии, а оставшуюся часть — в 1898 году для артиллерии. На этих винтовках нанесена монограмма «CI» короля Португалии Карлуша I. Патроны «6,5×53-мм R» сначала импортировались от Георга Рота, а затем производились в Португалии.
В 1946 году несколько сотен португальских «Манлихеров» были адаптированы для стрельбы патронами .22 Rimfire в учебных целях.

## Варианты

### Mannlicher M1893 Miniature rifle

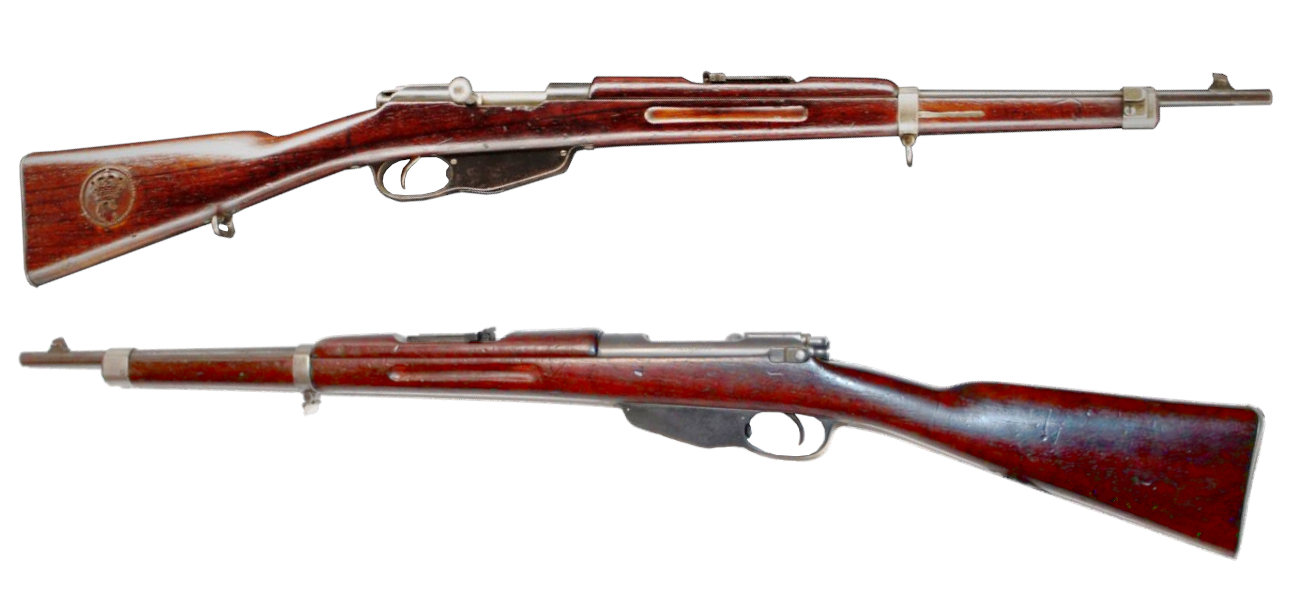
M1893 Miniature

Около 1899 года по специальному заказу для молодого принца Кароля была изготовлена миниатюрная версия винтовки M1893. Длина ствола винтовки составляла 36 см при общей длине 71 см и весе 1,9 кг. Винтовка была рассчитана на патрон 5,7×33 мм R Sommerda. На прикладе винтовки изображена монограмма принца Кароля.
В отличие от обычной винтовки M1893, у данной винтовки отсутствовало ребро жёсткости у основания магазина, а выбрасыватель был установлен на головке затвора, что делало её похожей на винтовку M1892. M1893 Miniature хранится в коллекции Румынского национального военного музея.

### Mannlicher М1904

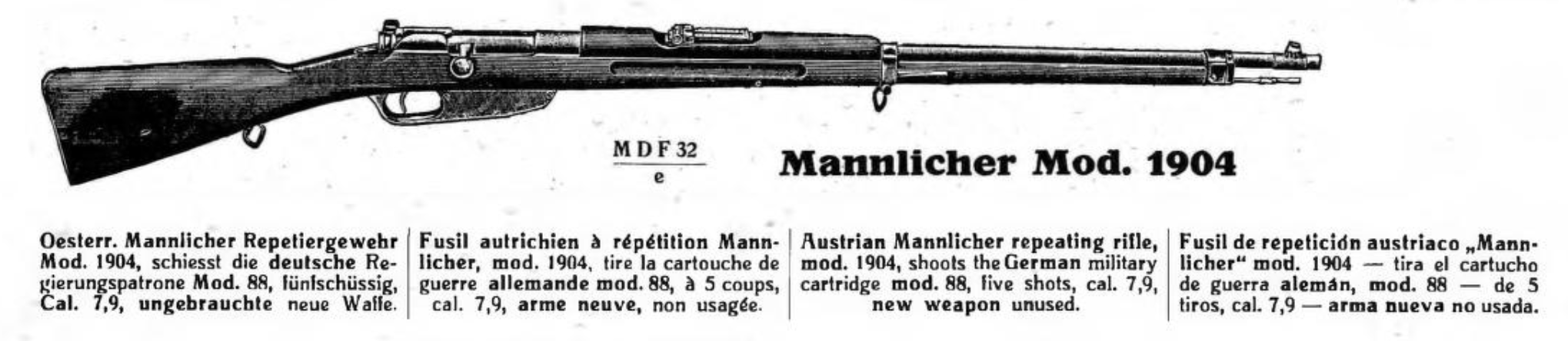
Ранняя реклама винтовки 1904 года на нескольких языках

В 1904 году ŒWG немного модифицировала оригинальную конструкцию M1893, в первую очередь переделав винтовку под беззамковый патрон 7,9×57J (используя тот же магазин, что и у Gewehr 1888) и выставив её на продажу.
Интерес проявили два покупателя: Добровольческие силы Ольстера и Китайская армия, которые использовали M1904 как основу для своей винтовки Hanyang 88. Ирландцы закупили и ввезли контрабандой около 11.000 винтовок. Ирландские винтовки были очень похожи на румынские M1893, но были изготовлены с использованием оставшихся деталей от M1892. Некоторые из этих винтовок оказались на британских складах, когда некоторые члены Ольстера, желая присоединиться к британской армии, сдали свои винтовки. Некоторое количество оружия также было получено австро-венгерской армией в начале Первой мировой войны, поскольку большая часть огнестрельного оружия, которое ещё не было продано, была конфискована в начале войны.

## Боеприпасы

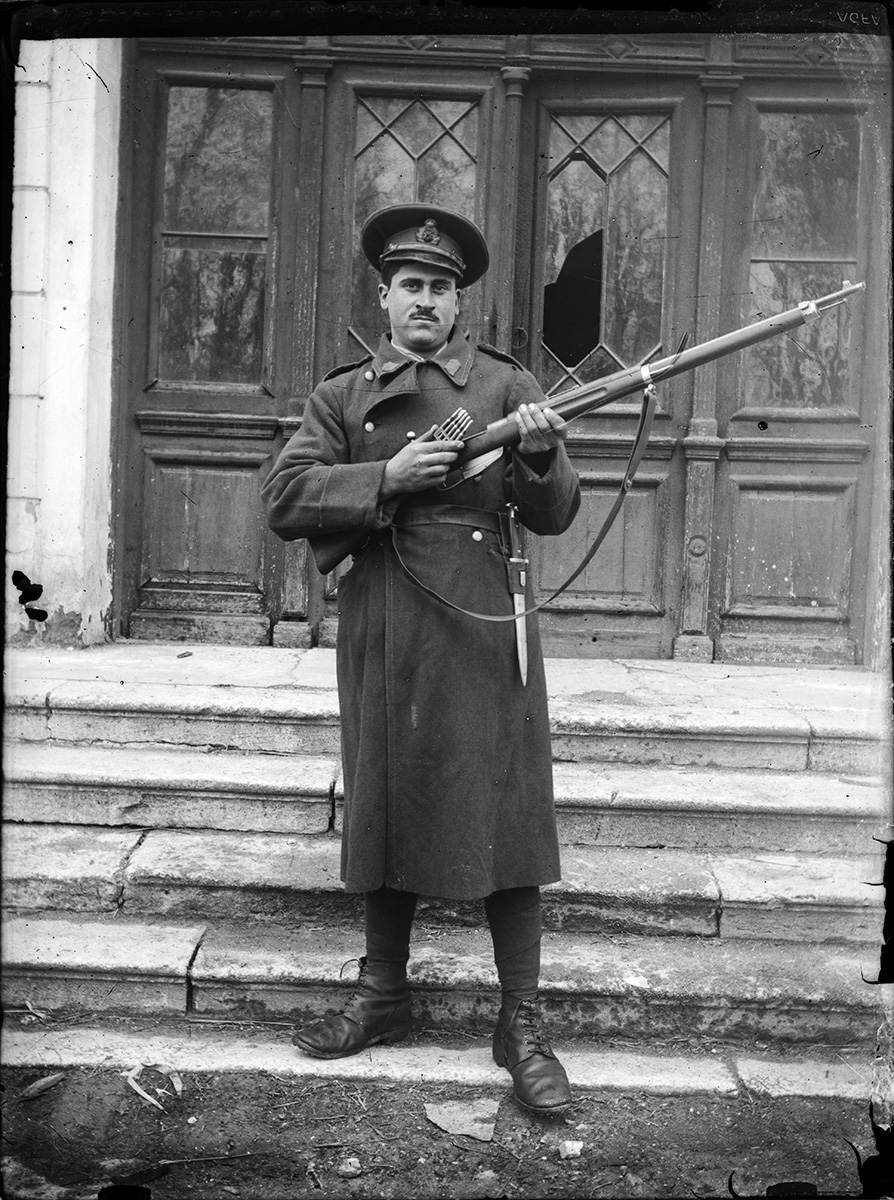
Румынский жандарм или тюремный охранник с М93 и штык-ножом

6,5×53 мм R: Боеприпасы 6,5×53 ммR для румынских винтовок изначально поставлялись компанией Georg Roth, and Keller & Co. Местное производство также осуществлялось на заводе Pirotehnia Armatei, с производительностью 200 000 патронов в день, зарегистрированной в 1914 году. Позже боеприпасы были также закуплены у компаний DWM, Manfred Weiss и Hirtenberger Patronen. Во время Первой мировой войны боеприпасы поставляли также заводы из Франции (Société Française des Munitions, Париж), Италии (Società Metallurgica Italiana, Ливорно), Великобритании (Kings Norton) и США (US Cartridge Company, Лоуэлл).
8×50 мм R Mannlicher: гильзы 8×50 ммR Mannlicher могли быть изготовлены путём переформирования и обрезки гильз 8×56 мм R Mannlicher или 7,62×54 мм R из русской латуни. Для этого калибра подходят стандартные 8-мм пули S-типа .323", хотя наилучшие результаты достигаются при использовании пуль с открытым донцем, которые могут расширяться, чтобы соответствовать каналу ствола .329". Винтовки, такие как Mannlicher M.95, использующие более прочную конструкцию, могут заряжаться патронами с более высоким давлением.

## На вооружении
- Австро-Венгрия
- Империя Цин: M1904
- Чехословакия
- Нацистская Германия
- Португалия
- Румыния
- Вторая Испанская Республика: использовался ВС Испанской Республики
- Королевство Югославия

### Негосударственные формирования
- Македонские революционеры: карабины M1893, использовавшиеся различными формированиями во время Македонской борьбы между 1904 и 1908 г.[23]
- Ольстерские добровольческие силы: вариант M1904

## Галерея

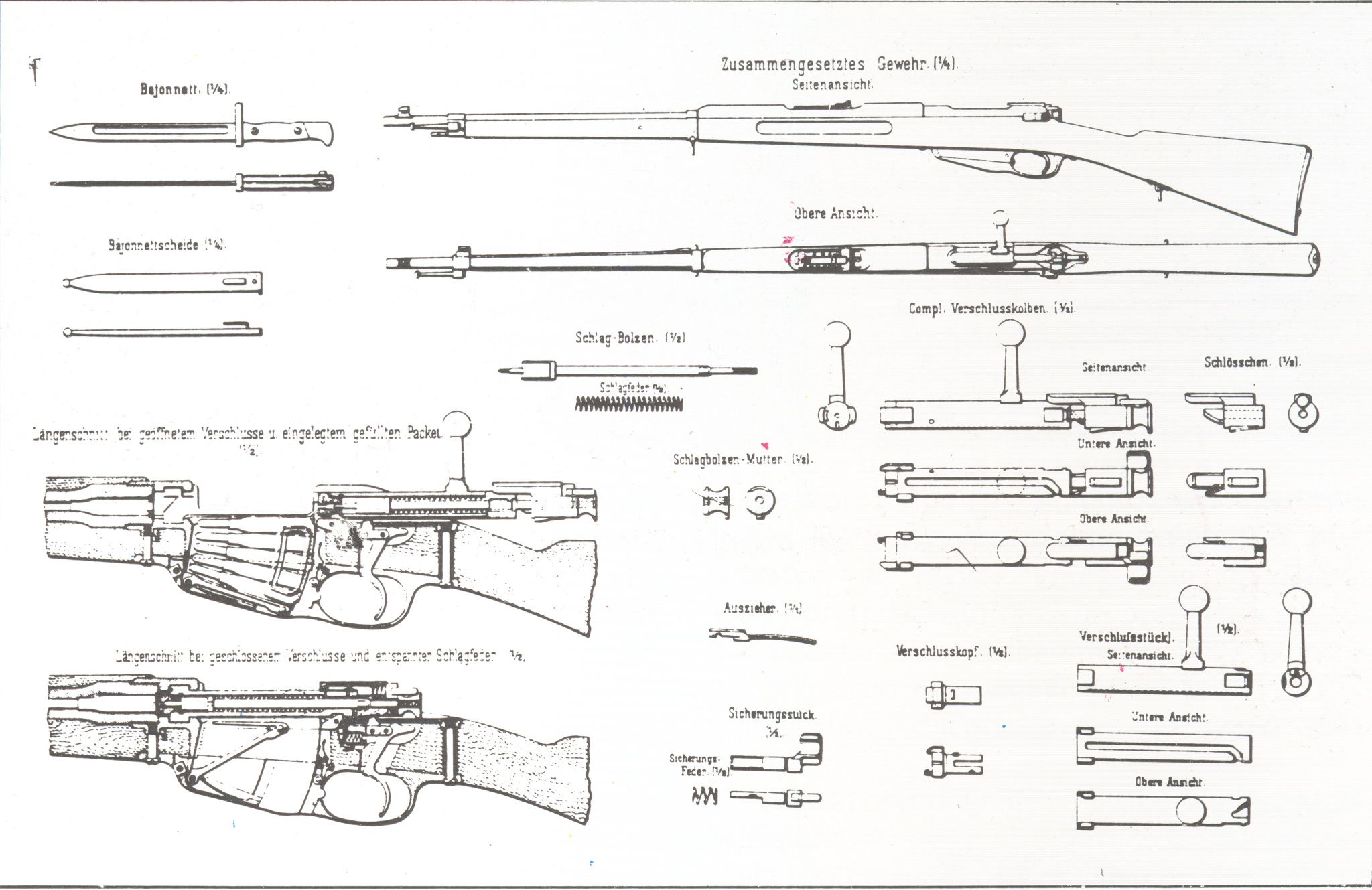
Чертёж румынского Mannlicher M93
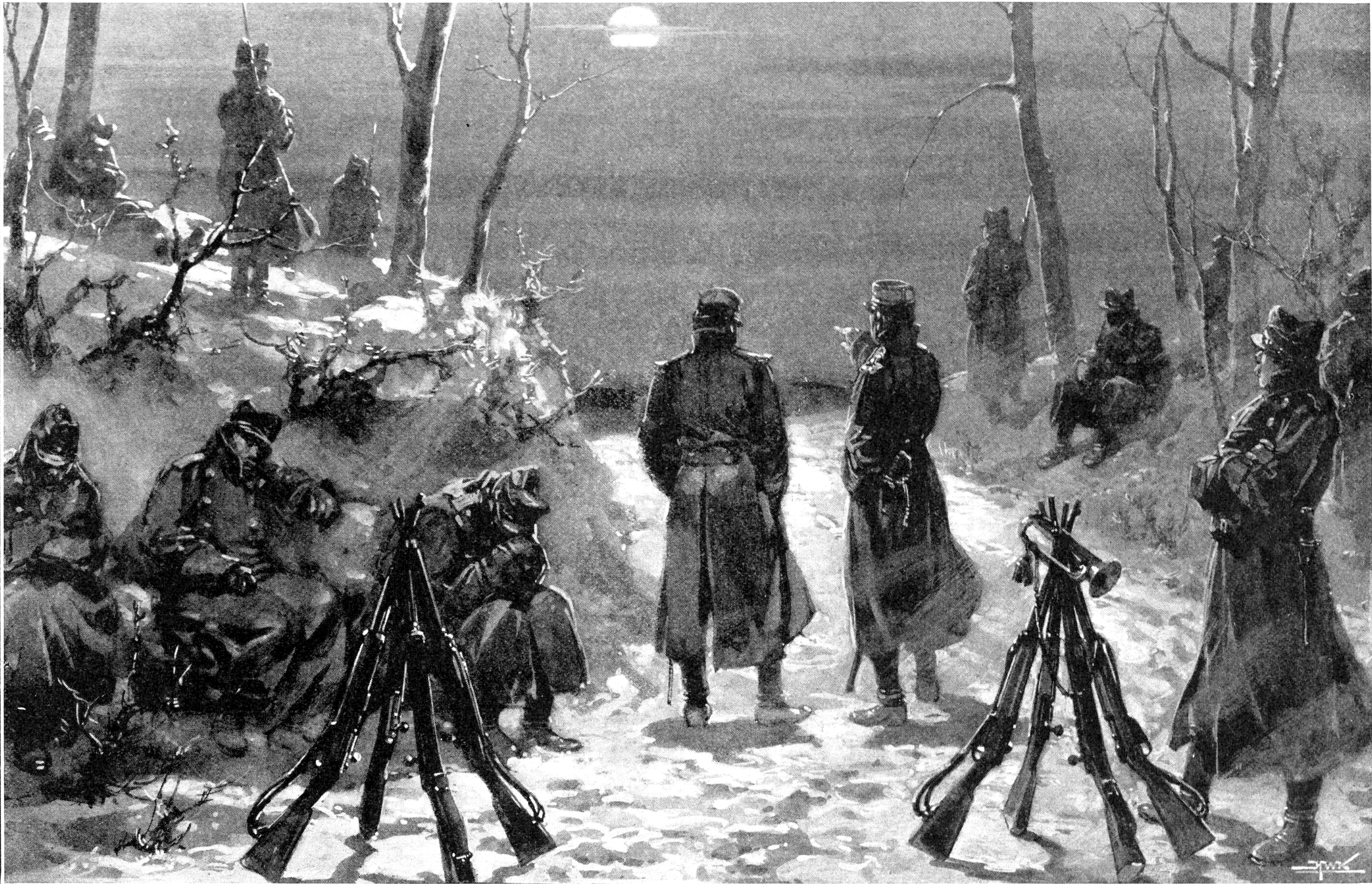
Румынские солдаты во время крестьянского восстания 1907 года
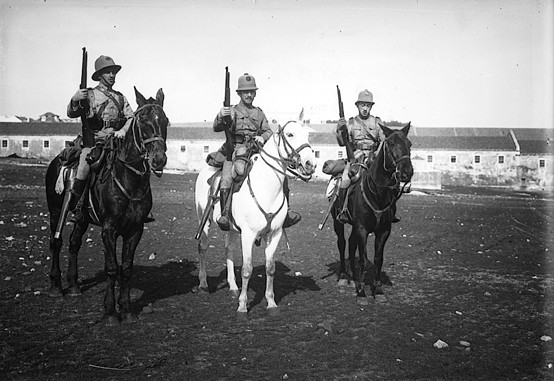
Португальская кавалерия
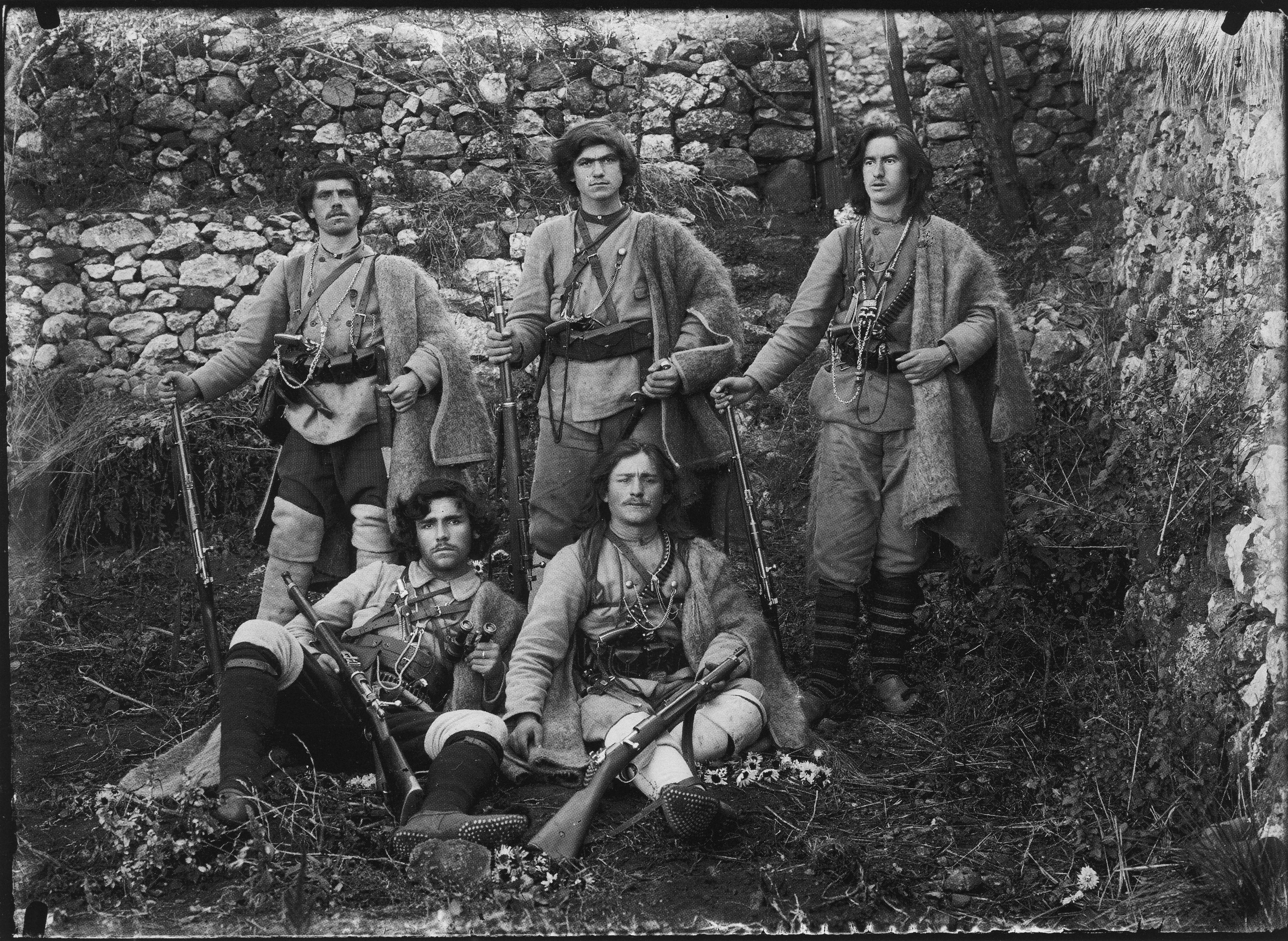
Болгарская группа ВМРО, вооружённая «Манлихерами»
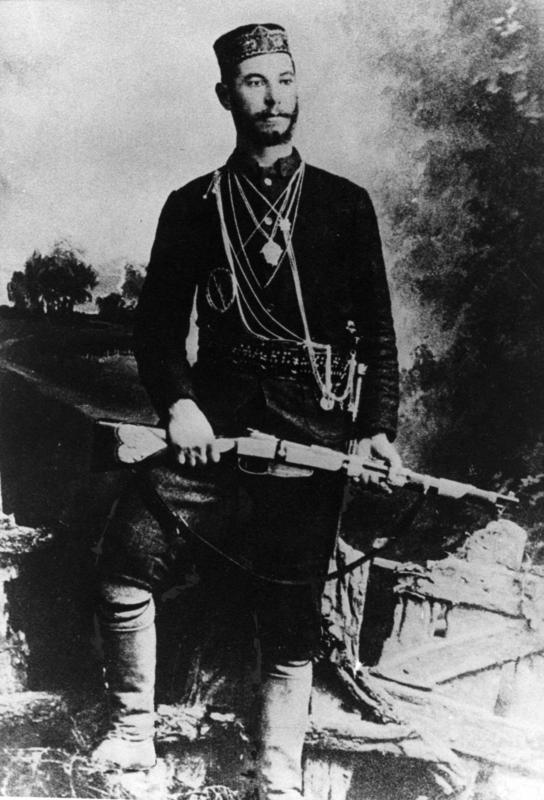
Греческий революционер с карабином M1893